# 王志遠
王志远（？—1621年），字而玄，號玄亭，福建漳浦县二十八都横口（今官浔镇康庄横口）人。明朝政治人物。

## 生平
王志远幼习诗书，工诗文。万历十年（1582年）壬午科福建鄉試舉人，萬曆十七年（1589年）中己丑科进士。任湖广澧州知州，左迁浙江绍兴府同知，调直隶晋州知州。升户部员外郎，历广东司郎中。持正论，慷慨不阿，赞成大礼，省帑藏不貲，再促入对，几不测，竟坐是九载不徙官。力乞改南，得南礼部郎中。万历三十五年升湖南參政，分守长沙、宝庆。时宗禄、京绢、监税、南兑等弊病民，志远穷究列禁，又设法捕岷府用事人匿王宫者，械戍之，徙其两校尉，岷王震悚，楚人称快。升本省按察使，署楚藩，擢四川右布政使，蠲监税三万九千，以不满中丞（巡抚）意，为其所劾，四十三年六月迁江西左布政使，拂衣去。四十六年八月起补河南右布政使，会辽师溃，朝议四省募兵，命下愀然，虑非计，委曲调剂，以纡民。比兵至京师，军容壮于他省。光宗即位，迁广东左布政使，议罢闽广佐运海船，令出船价移造近地，民便之。辽报至，日夜调兵饷，以劳卒官。天啓三年，弟志道列宦绩于朝，赠太常寺卿。所著《鈒镂稿》、《意雅涉笔》、《宝廉堂疏》、《诸书经解》、《中庸说约》、《王氏四书》通行于世。

## 家族
曾祖王賓。祖父王会，嘉靖举人，官至云南曲靖军民府同知。父王節，生员。兄王志逵，万历二十八年举人，官嵊县知县；弟王志道，万历四十一年进士，官大理寺少卿、左副都御史。